# توکا-بلدرچین پشت‌مسی
توکا-بلدرچین پشت‌مسی (Cinclosoma clarum) گونه‌ای از پرندگان تیرهٔ Cinclosomatidae است. در سال ۲۰۱۵ از توکا-بلدرچین بلوطی جدا شد و بومی استرالیا است. زیستگاه طبیعی آن پوشش گیاهی درختچه‌ای از نوع مدیترانه‌ای است.